# Między Wrocławiem a Zieloną Górą
Między Wrocławiem a Zieloną Górą – polski krótkometrażowy film dokumentalny z 1972 roku, w reżyserii Krzysztofa Kieślowskiego.